# Herbert William Garratt
Herbert William Garratt (Londres, 8 de junio de 1864 - Richmond, Surrey, 25 de septiembre de 1913) fue un constructor de locomotoras inglés, inventor de la "locomotora Garratt".

## Semblanza
La carrera de Garratt empezó en 1879 en los talleres Bow Works del "North London Railway". A partir de 1882 trabajó en los astilleros "William Doxford & Sons" de Sunderland y luego como inspector de los ingenieros Sir Charles Fox y Alexander Rendel. En 1885 hizo patentar su primer invento, una mejora del mando del distribuidor para locomotoras de vapor.

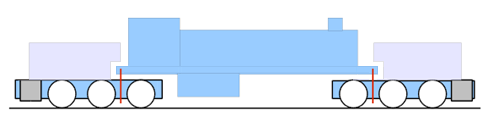
Esquema de una locomotora Garratt

En 1889 se fue a Sudamérica para trabajar en el Ferrocarril Central Argentino y de 1892 a 1900 ocupó allí el cargo de superintendente de locomotoras. En los años siguientes estuvo empleado en el "Havanna Central" (Cuba), en el "Lagos Government Railway" (Nigeria), en Lima (Perú) y en el "New South Wales Government Railway" (NSWGR, Australia), llegando aquí al puesto de ingeniero de pruebas. Una de sus tareas fue inspeccionar la artillería pesada transportada por ferrocarril en Nueva Gales del Sur, por lo que se ocupó de las construcciones posibles para armones de artillería y discutió cuestiones relacionadas con ello con la empresa "Beyer, Peacock & Co.", entonces importante suministradora de aquel ferrocarril.
Garratt se dio cuenta de que el método para resolver el problema de la inscripción en curvas y la limitación del peso por eje que planteaba el transporte por ferrocarril de los cañones pesados era aplicable asimismo a la construcción de locomotoras. Esta idea culminó en su principal invento, la locomotora articulada Garratt, para la que solicitó patente en julio de 1907. Cuando se le concedió la patente al cabo casi de un año, Garratt empezó a buscar un fabricante de locomotoras que estuviera dispuesto a llevar a la práctica su proyecto. El gerente general de Beyer, Peacock & Co., A.H. Hoy, aceptó por fin su idea y le encomendó la tarea a su sucesor Rogerson.

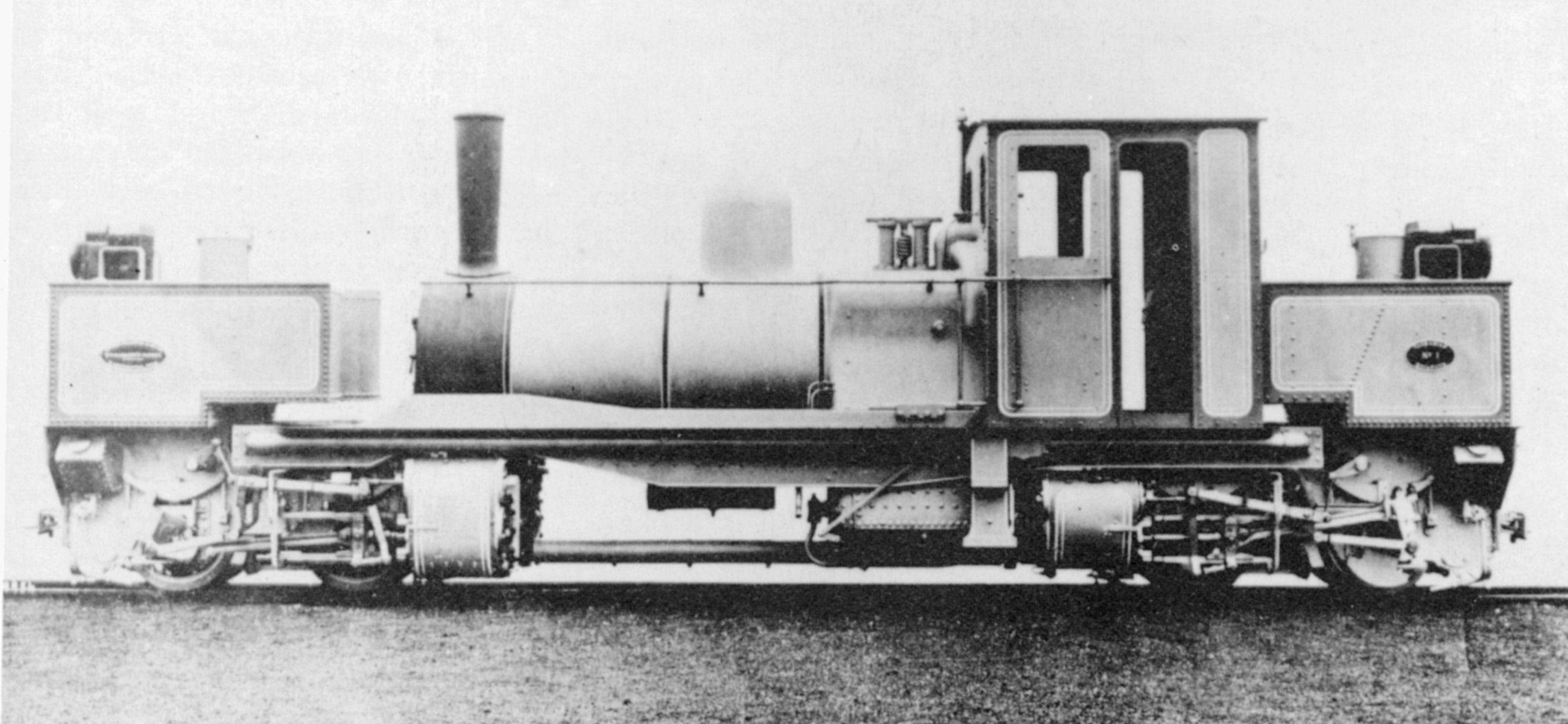
La locomotora articulada K1 de los Ferrocarriles de Tasmania.

Garratt y Beyer-Peacock se dedicaron conjuntamente a mejorar el diseño y a buscar clientes para la nueva construcción. El primer pedido de dos locomotoras Garratt de vía estrecha vino en 1909 del "Tasmanian Government Railway", llamadas clase K, de tipo compound con cilindros en los laterales del bastidor. Las dos locomotoras siguientes se construyeron en 1910 para el "Darjeeling Railway" en la India. Eran de expansión simple y con una disposición de los cilindros más acorde con el diseño primitivo de Garratt.
Durante los años siguientes Garratt continuó mejorando la locomotora articulada e hizo patentar dispositivos para quemar fuel-oil y en 1913 un parachispas.
Garratt murió medio año después, a la edad de 49 años.